# Vácrátót
Vácrátót község Pest vármegyében, a Váci járásban, a budapesti agglomerációban.

## Fekvése
Vácrátót Sződ–Rákos-patak sekély és széles völgyében helyezkedik el. Keleten a Gödöllői-dombság, délen a fóti Somlyó-hegy és a Kő-hegy, északon a Cserhát peremén húzódó Kígyós-dombsor, végül nyugat felől a Vác–Pesti-Duna-völgy határolja. Vácrátót határának északi része a Gödöllői-dombsághoz, déli része pedig a Pesti-hordalékkúpsíkság keskeny északi nyúlványához tartozik.
Az alacsonynak mondható dombos vidék széles medencéjében a középkorban lesüllyedt mészkőrögöket homok, az északi peremvidéki Kígyós-dombsort pedig lösz fedte be. A folyami eredetű homokot még a jégkorszak idején szállította ide az ős-Duna, valamint a Börzsöny illetve a Cserhát felől érkező vízfolyások, majd a jégkorszak utáni száraz felmelegedés idején a hordalék nagyrészt futóhomokká alakult. A későbbi, csapadékosabb időszakban a homokbuckákat jórészt megkötötte a növénytakaró, azonban a kopárabb területeken a homok mozgása még napjainkban is tart. Az ősi növényzetet legnagyobb részben a tölgyesek alkották: a löszös helyeken tatár juharos lösztölgyesek nyomai lelhetők fel, a magasabb ártereken pedig a tölgy-kőris-szil ligeterdő nyomait találhatjuk meg. A dús cserjeszinten jellemzőek voltak a  különböző galagonyafélék, a gyepszinten pedig a boglárkák és a keltikék.
Közúton Vác és Gödöllő felől is a 2104-es úton érhető el, ez képezi a település főutcáját is. Északkeleti szomszédjával, Váchartyánnak és azon keresztül Galgamácsa térségével a 2105-ös út, Vácdukával pedig a 21 113-as számú mellékút kapcsolja össze.
A hazai vasútvonalak közül a Budapest–Vácrátót–Vác-vasútvonal és az Aszód–Vácrátót-vasútvonal érinti, melyeknek egy közös megállási pontjuk van itt. Vácrátót vasútállomás a belterület északi szélétől bő egy kilométerre helyezkedik el, közvetlenül a 2104-es út mellett, közúti elérését az abból kiágazó 21 323-as számú mellékút teszi lehetővé.

## Közélete

### Polgármesterei
| Időszak   | Név                  | Jelölő szervezet | Megjegyzés                             |
| --------- | -------------------- | ---------------- | -------------------------------------- |
| 1990–1991 | Papp István          | független        |                                        |
| 1991–1994 | Horváth Ferenc       | független        |                                        |
| 1994–1998 | Horváth Ferenc       | KDNP             |                                        |
| 1998–1999 | Horváth Ferenc       | független        | a képviselő-testület feloszlatta magát |
| 1999–2002 | Garamszegi Géza      | független        |                                        |
| 2002–2006 | Garamszegi Géza      | független        |                                        |
| 2006–2010 | Garamszegi Géza      | független        |                                        |
| 2010–2014 | Garamszegi Géza      | független        |                                        |
| 2014–2019 | Spiegelhalter László | független        |                                        |
| 2019–2024 | Spiegelhalter László | Fidesz-KDNP      |                                        |
| 2024–     | Spiegelhalter László | Fidesz-KDNP      |                                        |

## Nevezetességei
- Vigyázó-kastély
- A Sződ–Rákos-patak partján állt kastély romjai helyén az 1930-as évek végén épült a földszintes udvarházszerű kúria. A kertjével együtt 1952-ben került a Magyar Tudományos Akadémia kezelésébe. (2023 óta a Magyar Kutatási Hálózat Ökológiai Kutatóközpont része.) A nemzetközi hírű Botanikus Kert évente mintegy százezer látogatót fogad. Az országban itt található meg a legnagyobb növényrendszertani gyűjtemény, amelyben az üvegházban és a sziklakertben látható egzotikus növényeken kívül megcsodálhatjuk a kert kiemelkedően gazdag fa- és cserjegyűjteményét, valamint a Biblia növényeit bemutató kert-kompozíciót is. A botanikus kertet folyamatosan fejlesztik: elkészült a karbonház, a kaktuszház, valamint a bromélia- és orchideaház is.

## Helyi szokások
Vácrátóton a mai napig élnek a temetéssel kapcsolatos helyi népszokások. Míg régen a halottak mellett tartottak siratást és virrasztást a hozzátartozók, mára a közös imádkozás vált általánossá, melyet télen a halottak lakásán, nyáron kint a temetőben tartanak meg.

## Népesség
A település népességének változása:
| Lakosok száma | 1869 | 1864 | 1924 | 2038 | 2207 | 2324 | 2476 |
|               | 2013 | 2014 | 2018 | 2021 | 2022 | 2023 | 2024 |

A 2011-es népszámlálás során a lakosok 83%-a magyarnak, 0,3% németnek, 0,3% románnak, 1% szlováknak, 0,2% ukránnak mondta magát (16,8% nem nyilatkozott; a kettős identitások miatt a végösszeg nagyobb lehet 100%-nál). A vallási megoszlás a következő volt: római katolikus 58%, református 5,8%, evangélikus 1,1%, görögkatolikus 0,4%, felekezeten kívüli 7,1% (27% nem nyilatkozott).
2022-ben a lakosság 88,4%-a vallotta magát magyarnak, 0,7% cigánynak, 0,5% németnek, 0,4% szlováknak, 0,4% románnak, 0,2% ukránnak, 3,3% egyéb, nem hazai nemzetiségűnek (11,5% nem nyilatkozott; a kettős identitások miatt a végösszeg nagyobb lehet 100%-nál). Vallásuk szerint 40% volt római katolikus, 6,7% református, 0,8% evangélikus, 0,6% görög katolikus, 0,1% ortodox, 1,5% egyéb keresztény, 0,3% egyéb katolikus, 10,6% felekezeten kívüli (38,8% nem válaszolt).

## Tömegközlekedés
- Helyközi autóbuszjáratok: 313, 314, 339, 342, 455

## Itt születtek
- Kövesi István (1911. október 14. – Budapest, 1981.) műgyűjtő, mészárosmester.

## Képgaléria

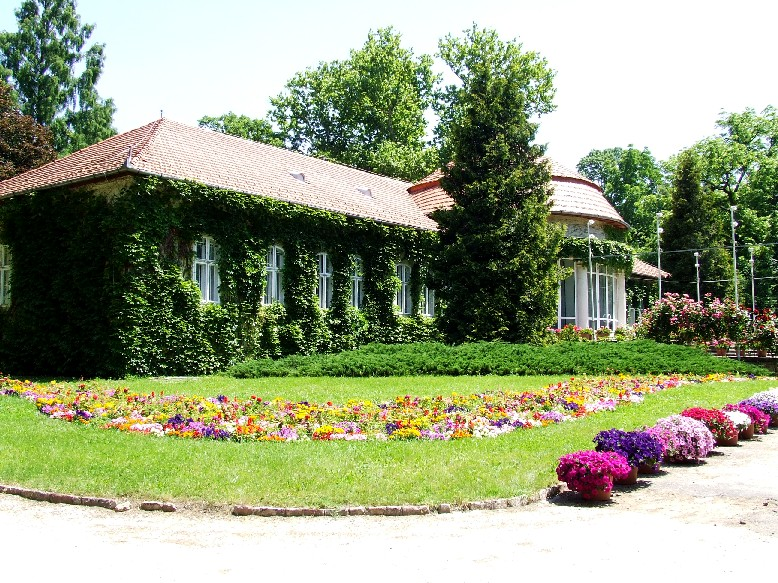
Vigyázó kastély, Vácrátót
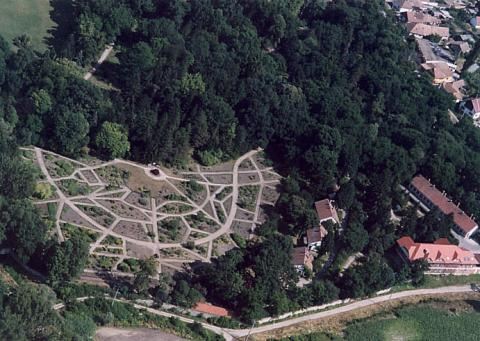
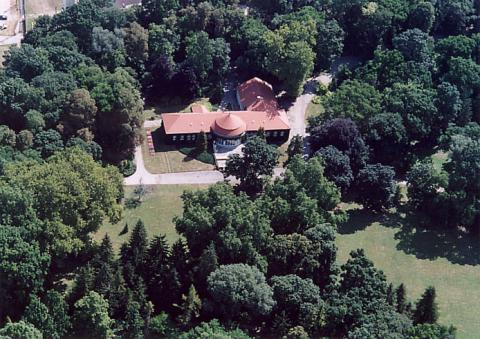
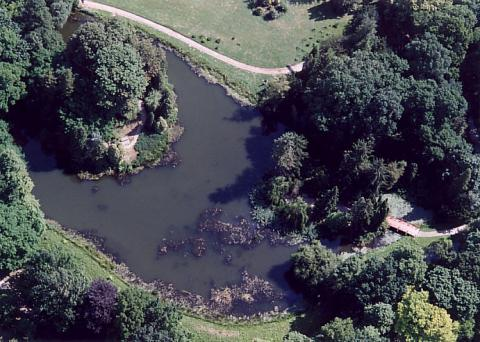